# Кучерявка Бруха
{{#ifeq:0|0|{{#if:Ulota bruchii|{{#if:|[[]}}|[[]]}}}}
Кучерявка Бруха (Ulota bruchii) — вид мохів порядку прямоволосникальних (Orthotrichales).

## Поширення
Батьківщиною є Європа.